# Jane Loevinger
Jane Loevinger Weissman (* 6. Februar 1918 in Saint Paul (Minnesota); † 4. Januar 2008 in St. Louis, Missouri) war eine US-amerikanische Entwicklungspsychologin mit einer Professur an der Washington University in St. Louis, ihr Modell der Ich-Entwicklung hat sie bekannt gemacht.

## Leben und Werk
Sie stammte aus der deutsch-jüdischen Familie eines Richters und studierte an der University of Minnesota und an der University of California, Berkeley, wo sie Forschungsassistentin von Erik H. Erikson wurde. Mit ihrem Mann ging sie nach St. Louis, wo sie in der Psychologie Statistik zu lehren begann. 1961 wurde sie dort Assistant Professor und 1973 Professorin. Ihr Hauptinteresse galt anfangs der Psychometrie.
Zunächst beschäftigte sie sich mit familiären Interaktionsmustern und entdeckte in weiterer Folge strukturelle Persönlichkeitsmerkmale, die grundlegende Zusammenhänge des „Ichs“ mit seiner Umwelt widerspiegeln. Um zugrundeliegende Bedeutungsstrukturen sichtbar zu machen, entwickelte sie den Washington University Sentence Completion Test (WUSCT), einen Satzergänzungstest, der den strukturellen Reifegrad einer Person misst. Sie verwendete hierfür den Begriff der Ich-Entwicklung, um die qualitativen Merkmale persönlicher Weiterentwicklung in einem Stufenmodell potenziellen Persönlichkeitswachstums (1976) zu integrieren. Das Modell hat eine hohe Verbreitung in der gesamten Entwicklungspsychologie gefunden – ausführliche Darstellung der Stufen siehe Ich-Entwicklung.
- Infancy stadium
- Impulsive stadium
- Self-protective stadium
- Conformist stadium
- Self-aware stadium
- Conscientious stadium
- Individualistic stadium
- Autonomous stadium
- Integrated stadium

Sie wurde als Frau mehrfach nicht befördert und verarbeitete dies in mehreren Aufsätzen. Ihre Forschungen richteten sich in der Folge auf die Rolle von Müttern.
1943 heiratete sie Samuel Isaac Weissman, einen Professor für Chemie, der am Manhattan-Projekt mitarbeitete. Gemeinsam hatten sie einen Sohn und eine Tochter.

## Schriften
- The technic of homogeneous tests compared with some aspects of scale analysis and factor analysis. in: Psychological Bulletin, 45, 507–529. (Diss. 1948)
- Measuring personality patterns of women. (1962)
- Measuring Ego Development. San Francisco: Jossey-Bass, (1970)
  - mit Le Xuan Hy: Measuring Ego Development, 2nd Ed. Mahwah, New Jersey: Erlbaum. (1996) ISBN 978-1-138-87655-2
- Ego Development. San Francisco: Jossey-Bass, (1976)
- Paradigms of Personality. New York: Freeman, (1987) ISBN 978-0-7167-1840-6

## Einzelbelege
1. ↑  Integral informiert 14/2008

| Personendaten    | Personendaten                            |
| ---------------- | ---------------------------------------- |
| NAME             | Loevinger, Jane                          |
| ALTERNATIVNAMEN  | Weissman, Jane Loevinger (Ehename)       |
| KURZBESCHREIBUNG | US-amerikanische Entwicklungspsychologin |
| GEBURTSDATUM     | 6. Februar 1918                          |
| GEBURTSORT       | Saint Paul                               |
| STERBEDATUM      | 4. Januar 2008                           |
| STERBEORT        | St. Louis, Missouri                      |